# Płetwa

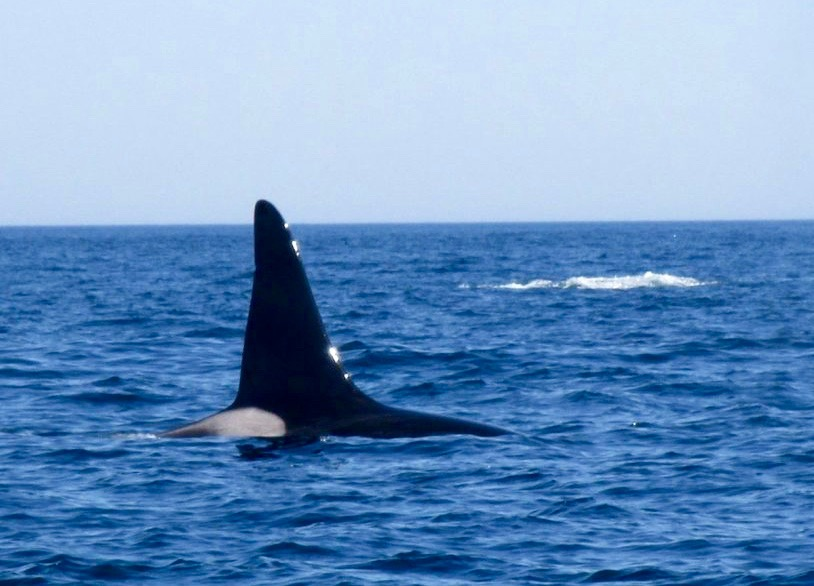
Płetwa grzbietowa orki

Płetwa (łac. pinna) – część ciała kręgowców wodnych stanowiąca narząd służący do utrzymywania równowagi ciała oraz do regulowania prędkości i kierunku poruszania się w wodzie. Płetwy występują u większości ryb, u ssaków wodnych, niektórych gadów i u postaci larwalnych płazów (kijanka). Utworzone są z błoniastego fałdu skóry, zwykle opartego na promieniach rogowych, chrzęstnych lub kostnych, i zaopatrzone we własne mięśnie rozmieszczone w podstawie płetwy, za pomocą których są poruszane, ustawiane i uchylane. Liczba płetw oraz budowa szkieletu jest cechą diagnostyczną głównych kladów kręgowców. Kształt i barwy płetw są u wielu gatunków elementem dymorfizmu płciowego. Położenie, kształt, budowa i liczba płetw mają ścisły związek z trybem życia prowadzonym przez dany gatunek. Dla każdego rodzaju płetwy występuje wiele gatunków ryb, w których ta konkretna płetwa została utracona podczas ewolucji, a przedstawiciele kilku rodzajów żmijakowatych utracili wszystkie.
Płetwy ryb, poza ogonową, nie mają bezpośredniego połączenia z kręgosłupem, są utrzymywane za pomocą mięśni. Szkielet właściwy wchodzi na ogół tylko do podstawy płetwy, a większość płata jest podparta różnego pochodzenia elastycznymi promieniami skórnymi. Promienie mogą być twarde lub miękkie. Typ i liczba promieni w płetwie to stała cecha większości gatunków. Płetwy ryb mogą łączyć się ze sobą w różnych kombinacjach, np. dwie połączone płetwy grzbietowe lub połączenie płetwy grzbietowej, ogonowej i odbytowej otaczające niemal całe ciało ryby (węgorzokształtne, flądrokształtne).
W zależności od pozycji na ciele wyróżnia się dwie grupy płetw: parzyste i nieparzyste. Palczaste kończyny czworonogów powstały z parzystych płetw ryb. Płetwy parzyste ssaków wodnych składają się z takich samych kości, jak kończyny kręgowców lądowych, lecz długość i kształt tych kości uległa przekształceniu ze względu na pełnioną funkcję.

Pozycja płetw na ciele ryby:
nieparzyste: (1) – grzbietowa, (2) – tłuszczowa, (3) – ogonowa, (4) – odbytowa;
parzyste: (5) – brzuszna, (6) – piersiowa

## Promienie płetw

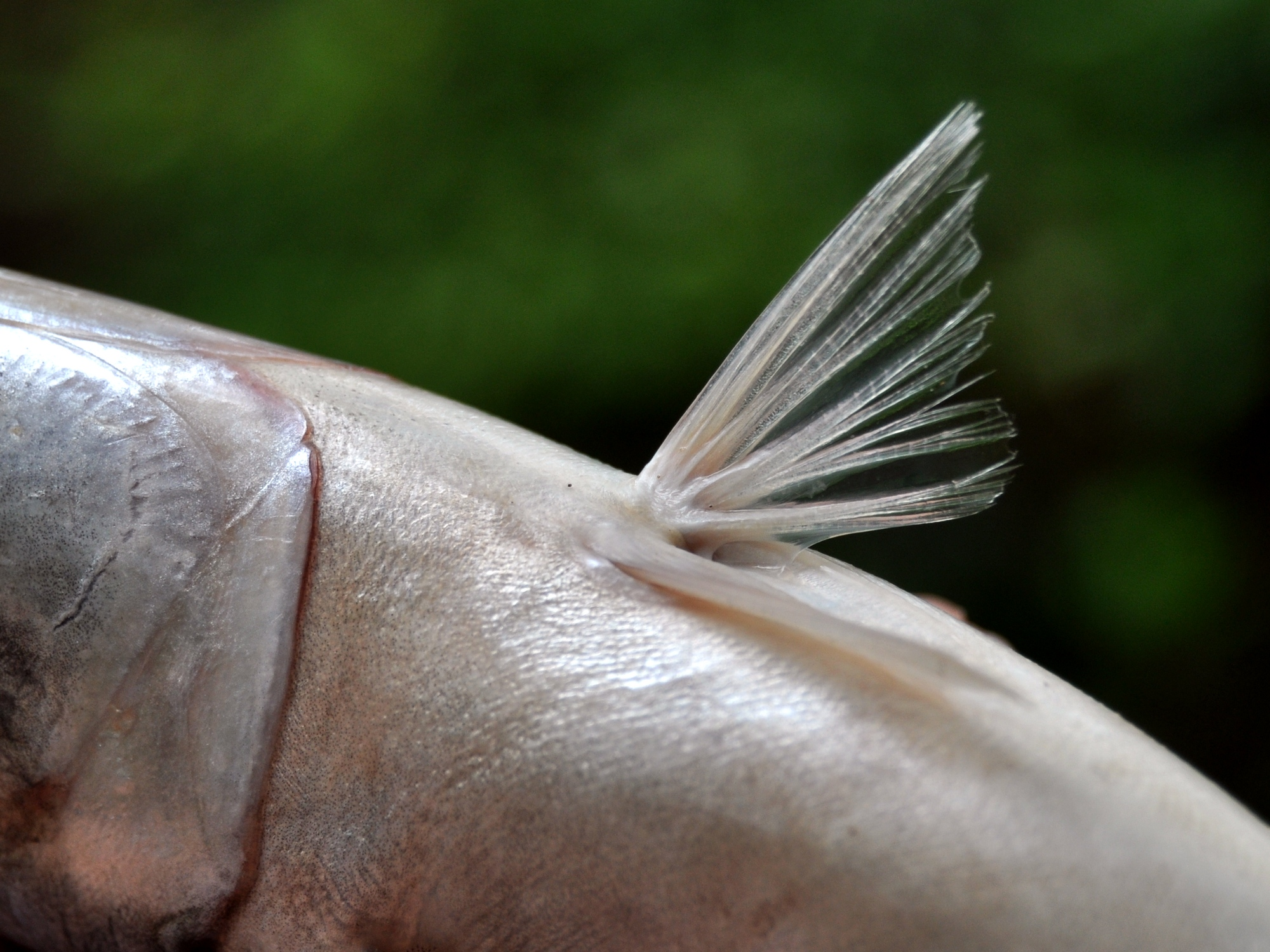
Promienie w płetwie makreli japońskiej

Tworzący płetwę fałd skórny zwykle wspiera się na rogowych, chrzęstnych lub kostnych promieniach. Promienie składają się zazwyczaj z części podstawowej, ukrytej pod skórą oraz części płetwowej, stanowiącej zasadniczy szkielet płetwy. Łączy je bezbarwna lub ubarwiona błona płetwy – jest to rodzaj tkanki skórnej. Promienie mogą być miękkie lub twarde: twarde są jednolitymi prętami, przeważnie sztywnymi i ostro zakończonymi – te są nazywane ciernistymi; miękkie są członowane, bardzo elastyczne, często na końcu pędzelkowato zakończone. Promienie kostne składają się z połówek, pomiędzy którymi biegnie kanał z naczyniem krwionośnym, odżywiającym płetwę.
W płetwach mogą występować obydwa typy promieni (twarde i miękkie) lub tylko jeden z nich. Płaty płetw ryb spodoustych opierają się na promieniach rogowych (ceratotrichia), a u pozostałych ryb na promieniach kostnych (lepidotrichia). Typ i liczba promieni w poszczególnych płetwach jest w zasadzie stała dla większości gatunków.
U wielu gatunków ryb z różnych grup systematycznych niektóre promienie płetw mają odmienną od innych budowę. Pierwszy promień płetwy grzbietowej (czasem również płetw piersiowych i odbytowej) często przyjmuje strukturę silnego, twardego kolca, u większości sumokształtnych, pokolcowatych i rogatnicowatych połączonego z mechanizmem blokującym, działającym jak zatrzask, który uniemożliwia zgięcie kolca, jeśli ten znajdzie się w pozycji wyprostowanej. U żabnicokształtnych jest położony na głowie ryby i przekształcony w elastyczną wić (illicium) zakończoną wabikiem (esca), o różnym kształcie i budowie. Narząd ten wykorzystywany jest do wabienia ofiary. Pierwsze promienie płetw brzusznych gurami przekształciły się w narząd dotyku – długie, ruchliwe, nitkowate wąsiki.

## Płetwy parzyste
Płetwy parzyste są rozłożone symetrycznie po obu bokach ciała. Są odpowiednikiem kończyn u kręgowców lądowych. Nie występują u bezżuchwowców i w kilku rodzajach żmijakowatych (Apterichtus, Cirricaecula i Ichthyapus).

Porównanie płetwy parzystej ryby trzonopłetwej (A.) z kończyną czworonoga (B.); homologiczne kości zaznaczono odpowiednio kolorami

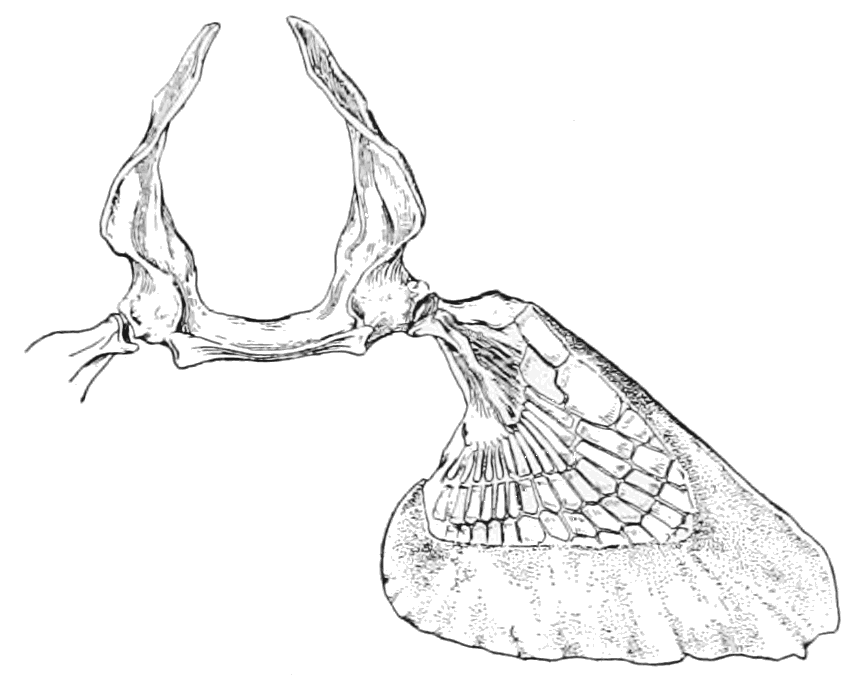
Połączenie płetwy piersiowej z obręczą barkową

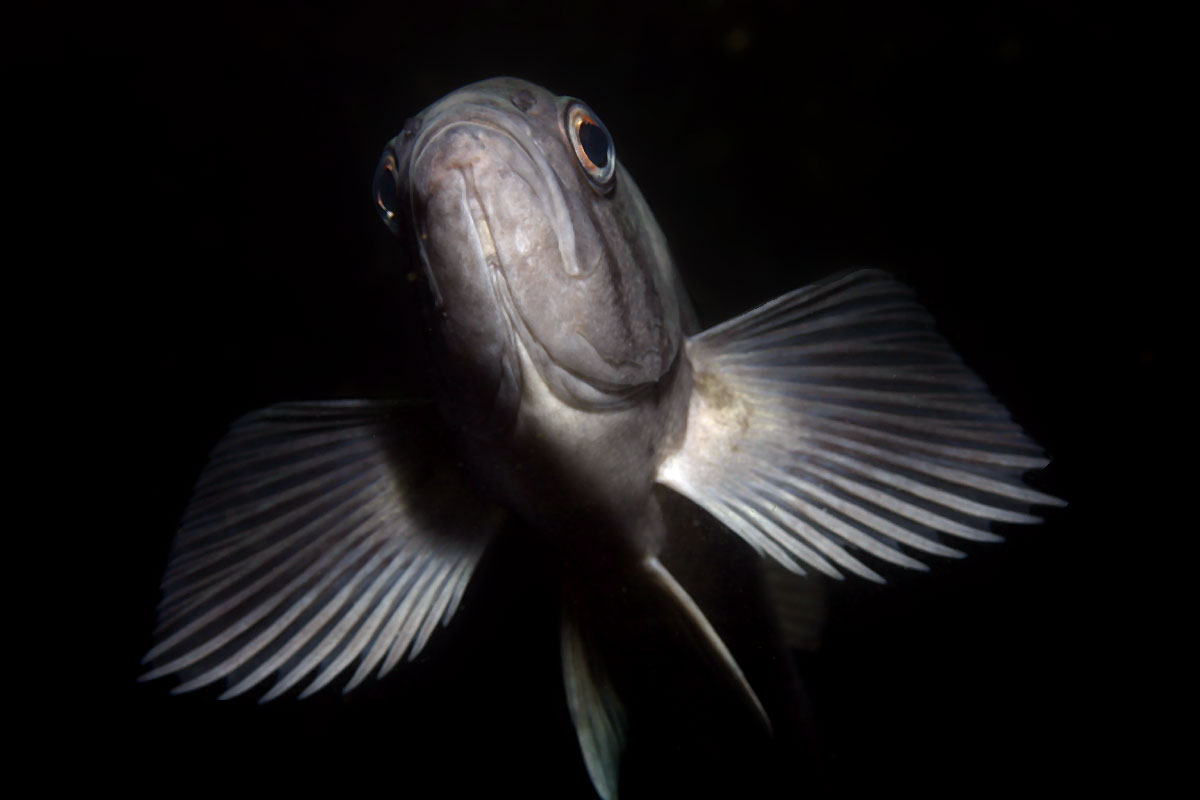
Rozpostarte płetwy piersiowe karmazyna niebieskiego

Płetwy piersiowe (łac. pinna pectoralis, ang. pectoral fins, oznaczane literą P) – ich osadzenie w ciele i kształt są mało zmienne – znajdują się zawsze za skrzelami, tuż za głową, tylko u nielicznych gatunków nie występują. Ich podstawę tworzy obręcz barkowa (pas barkowy), która u ryb kostnoszkieletowych łączy się łańcuchem kostek z czaszką. U spodoustych, dwudysznych i jesiotrów usadowione są blisko dolnego brzegu ciała, u kostnoszkieletowych przesuwają się ku górze; już u zarodków osiągają stosunkowo duże rozmiary i wcześnie zaczynają rytmicznie pracować, dostarczając tlen do naczyń oddechowych pęcherzyka żółtkowego, u łososiowatych pracują zanim zarodki opuszczą błony jajowe. Kształt płetw piersiowych jest częściowo związany z kształtem płetwy ogonowej. U niektórych sumów pierwszy promień płetw piersiowych jest przekształcony w kolec jadowy (sumik węgorzowaty).
U zdecydowanej większości gatunków płetwy piersiowe służą do utrzymywania pożądanej pozycji ciała, ryby bentalu wspierają się na nich, chodząc po dnie, u niektórych (poskoczek mułowy) dodatkowo służą do kroczenia po lądzie; rybom latającym umożliwiają wykonywanie lotów ślizgowych ponad powierzchnią wody. Wraz z płetwą ogonową stanowią siłę napędową ryby, odgrywają rolę przy sterowaniu, precyzyjnym przemieszczaniu ciała, zachowywaniu równowagi i hamowaniu.
Płetwy głowowe – skierowane ku przodowi duże płatowate wyrostki położone po bokach otworu gębowego mantowatych.  Wyodrębniły się z przedniej części płetw piersiowych i służą do nagarniania pokarmu w stronę otworu gębowego. Mantowate są jedynymi współcześnie żyjącymi kręgowcami z trzema parami funkcjonalnych kończyn.
Płetwy brzuszne (łac. pinna ventralis, ang. pelvic fins, oznaczane literą V) – są składnikiem pasa miednicowego (obręczy miednicowej), usadowione w tylnej ścianie okolicy brzucha, tuż przed odbytem, w różnych grupach ryb są w różnym stopniu przesunięte ku przodowi ciała, nigdy nie przesuwają się na bok ciała. Mogą przyjmować położenie gardłowe – przed płetwami piersiowymi (okoń, głowacz i makrela; u dorsza są przesunięte jeszcze bardziej do przodu); piersiowe – pod płetwami piersiowymi, a u większości kostnoszkieletowych położenie przedodbytowe; u współczesnych węgorzokształtnych i zębaczowatych nie występują.
Płetwy brzuszne charakteryzują się wielką różnorodnością kształtów. Te znajdujące się w pierwotnym położeniu są szerokie i krótkie; w miarę przesuwania się ku przodowi ulegają zwężeniu i znacznemu wydłużeniu. Płetwy brzuszne babkowatych, taszy i przedstawicieli rodzaju Liparis są przesunięte pod piersiowe i zrośnięte z sobą w lejkowatą przylgę (przyssawkę), którą przysysają się do kamieni w szybko płynących strumieniach. U spodoustych są częściowo przekształcone w narządy kopulacyjne (pterygopodium), u niektórych gatunków są zamienione w kolce (ciernik).

## Płetwy nieparzyste
Ciągną się w długiej osi ciała – wzdłuż środka grzbietu od głowy do końca trzonu ogonowego, następnie przechodzą na środek jego brzusznej strony do okolic odbytu. Zawiązują się u narybku w postaci fałdu skórnego.

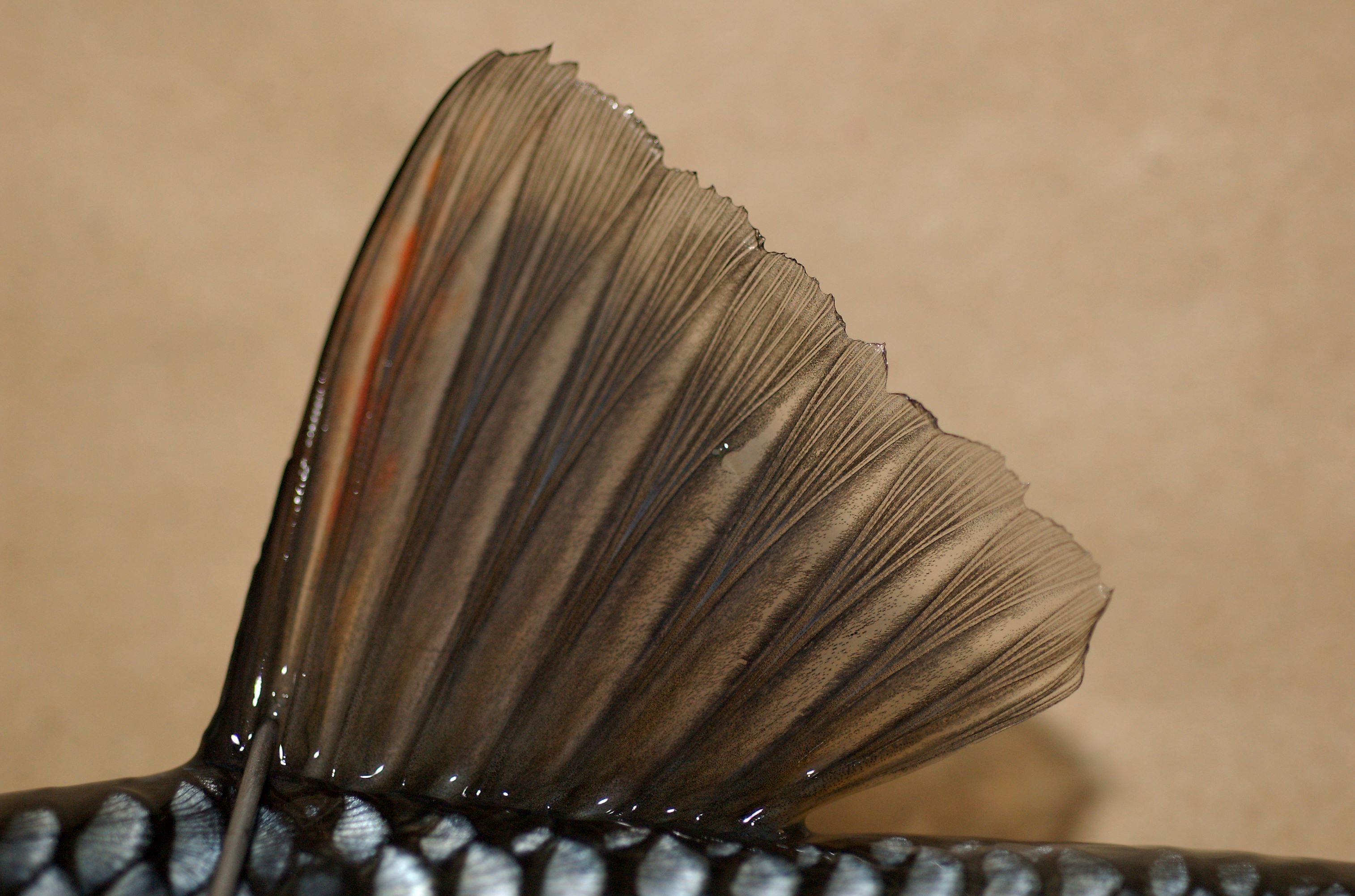
Płetwa grzbietowa klenia (Leuciscus cephalus)

Te jego części, do których wrastają komórki szkieletu i mięśni, pozostają jako płetwy ostateczne, inne zanikają. Fałdy skórne minogów oparte są na sztywnych wyrostkach chrzęstnych, a u spodoustych na segmentowanych prętach chrzęstnych.
Płetwy nieparzyste występują w różnej liczbie i w różnych okolicach ciała, w zależności od gatunku.
W podstawie płetwy grzbietowej i odbytowej występują chrzęstne lub kostne promienie podstawy.

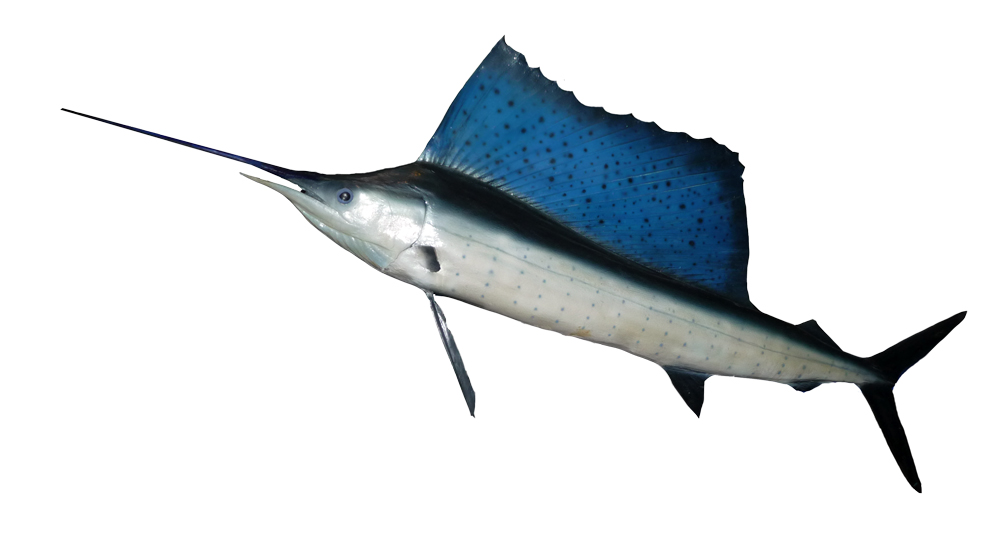
Żaglica (Istiophorus platypterus)

Płetwa grzbietowa (łac. pinna dorsalis, ang. dorsal fin, oznaczana literą D) – odznacza się dużą różnorodnością kształtów, rozmiarami, umiejscowieniem oraz specjalnymi przystosowaniami do wykonywania różnych funkcji; w podstawowym typie ma kształt trapezoidalny i leży na grzbiecie ciała w tej jego części, pod którą umiejscowiona jest płetwa odbytowa (jesiotr, niszczuka, szczupak, sandacz) lub płetwy brzuszne (wiele karpiowatych), występuje w liczbie 1–3, najczęściej pojedynczo; jeżeli jest ich więcej niż jedna, to pierwsza może sięgać do przodu aż po tył głowy (dorsz), a u płastug od oczu; mogą wówczas mieć podobne kształty lub jedna z nich jest większa – przednia u okonia, tylna u głowacza i babki. Liczne gatunki mają jedną płetwę grzbietową, ale dwudzielną. W takiej płetwie część ciernista jest zazwyczaj oddzielona wcięciem od części miękkiej. Płetwa grzbietowa muren i węgorzy ciągnie się nieprzerwanym pasmem od głowy do końca ogona, a flądrowatych – do jego nasady. W tak długich płetwach grzbietowych występują zwykle tylko promienie miękkie, co ułatwia ich falujące ruchy. Na grzbiecie sprawnie pływających ryb wykształcił się rodzaj rynienki mieszczącej płetwę grzbietową, tak aby nie wystawała ponad kontur ciała ryby i nie zwiększała jego oporu.

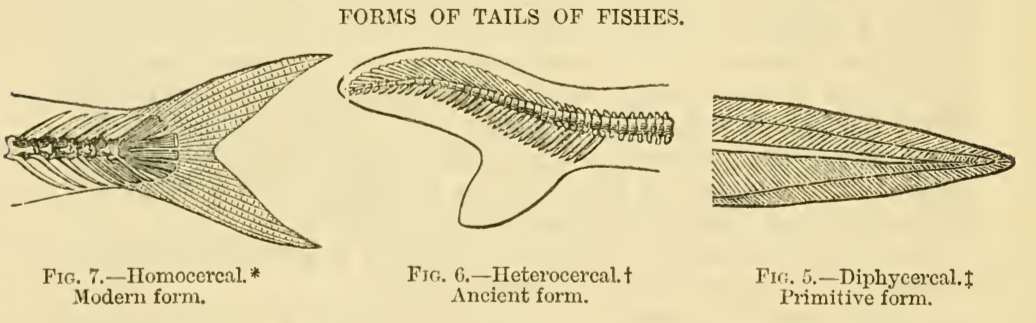
Podstawowe typy płetw ogonowych ryb

Typy płetw ogonowych ryb:
(A) – epicerkalna (B) – protocerkalna (C) – homocerkalna (D) – dyficerkalna

U niektórych gatunków płetwa grzbietowa lub jej część przekształciła się znacznie, zmieniając swoją funkcję, szczególnie u ryb głębinowych (illicium, narząd świetlny). 
Płetwa grzbietowa nie występuje m.in. u śluzic, niektórych żmijakowatych, brzeszczotkowatych, Malapteruridae i u wielu Gymnotiformes.
Płetwa ogonowa (łac. pinna caudalis, ang. caudal fin, oznaczana literą C) – odznacza się dużą różnorodnością kształtów, co pociąga za sobą znaczne różnice w budowie szkieletu. Może łączyć się z innymi płetwami nieparzystymi, tworząc fałd otaczający ciało ryby od głowy aż do odbytu. Wyodrębniona (niepołączona z innymi płetwami) występuje w formie jednopłatowej, o wypukłej albo prostej krawędzi, lub dwupłatowej, o krawędzi w różnym stopniu wklęsłej. Płetwa ogonowa nie występuje u ogończowatych, Gymnuridae, orleniowatych, niektórych gardzielcokształtnych i Gymnotiformes.
Płetwa ogonowa ryb i kijanek ułożona jest w płaszczyźnie pionowej, a ssaków – poziomej.
Szeroka płetwa ogonowa o dużej powierzchni dobrze pełni funkcję steru. Daje również dużą siłę potrzebną do pokonania bezwładności masy ryby przy nagłych zrywach. Taki kształt płetwy jest charakterystyczny dla gatunków poruszających się na ograniczonym obszarze, nie sprawdza się natomiast przy długich wędrówkach związanych z pokonywaniem dużych dystansów i osiąganiem dużych prędkości. U gatunków wędrownych i szybko pływających wykształciły się płetwy z wyraźnym wycięciem zmniejszającym szerokość płatów, widełkowate lub półksiężycowate. Z praw hydrodynamiki wynika, że najmniej energii wykorzystywanej na ruch wydatkują ryby z płetwą ogonową w kształcie półksiężyca.
Główne typy płetw ogonowych:
- hipocerkalna (hipocerkiczna) – szkielet osiowy (struna grzbietowa) wnika w dolny płat płetwy, górny płat jest wolny, zwykle słabiej wykształcony; płetwy tego typu są charakterystyczne dla telodontów i anaspidów; zredukowana płetwa ogonowa minogów uważana jest czasem za przekształconą płetwę hipocerkalną;
- wiosłowata – jest skórzastym rozszerzeniem tylnej części ciała; dominujący płat nie jest wyraźnie zaznaczony; występuje u heterostraków; możliwe, że jest zmodyfikowaną płetwą hipocerkalną;
- epicerkalna (epicerkiczna, dawniej heterocerkalna) – szkielet osiowy wnika w górny płat płetwy; typ płetwy charakterystyczny dla wszystkich wczesnych szczękowców i osteostraków, a współcześnie dla spodoustych i prymitywnych promieniopłetwych (jesiotrowate); dawna nazwa heterocerkalna wskazywała na różną wielkość płatów nie uściślając, który jest silniej wykształcony;
- dyficerkalna – przekształcona płetwa epicerkalna, w której szkielet osiowy dociera do samego końca ogona; wąskie, symetrycznie rozłożone płaty zwężające się ku tyłowi; występowała u wymarłych Xenacanthiformes, a współcześnie u dwudysznych;
- tryficerkalna – symetryczne, rozbudowane płaty górny i dolny, a w środku trzeci, mały płat kończący kręgosłup; występowała u kopalnych mięśniopłetwych, ostelopidów, Actinistia (takson obejmujący m.in. latimerie);
- homocerkalna (homocerkiczna) – dwa pozornie (zewnętrznie) symetrycznie rozłożone płaty oparte wyłącznie na promieniach płetwowych, ostatnie kręgi szkieletu osiowego tworzą urostyl; występuje u większości współczesnych ryb kostnoszkieletowych, zwłaszcza u zaawansowanych promieniopłetwych; ma charakter pierwotnie epicerkalny[6].

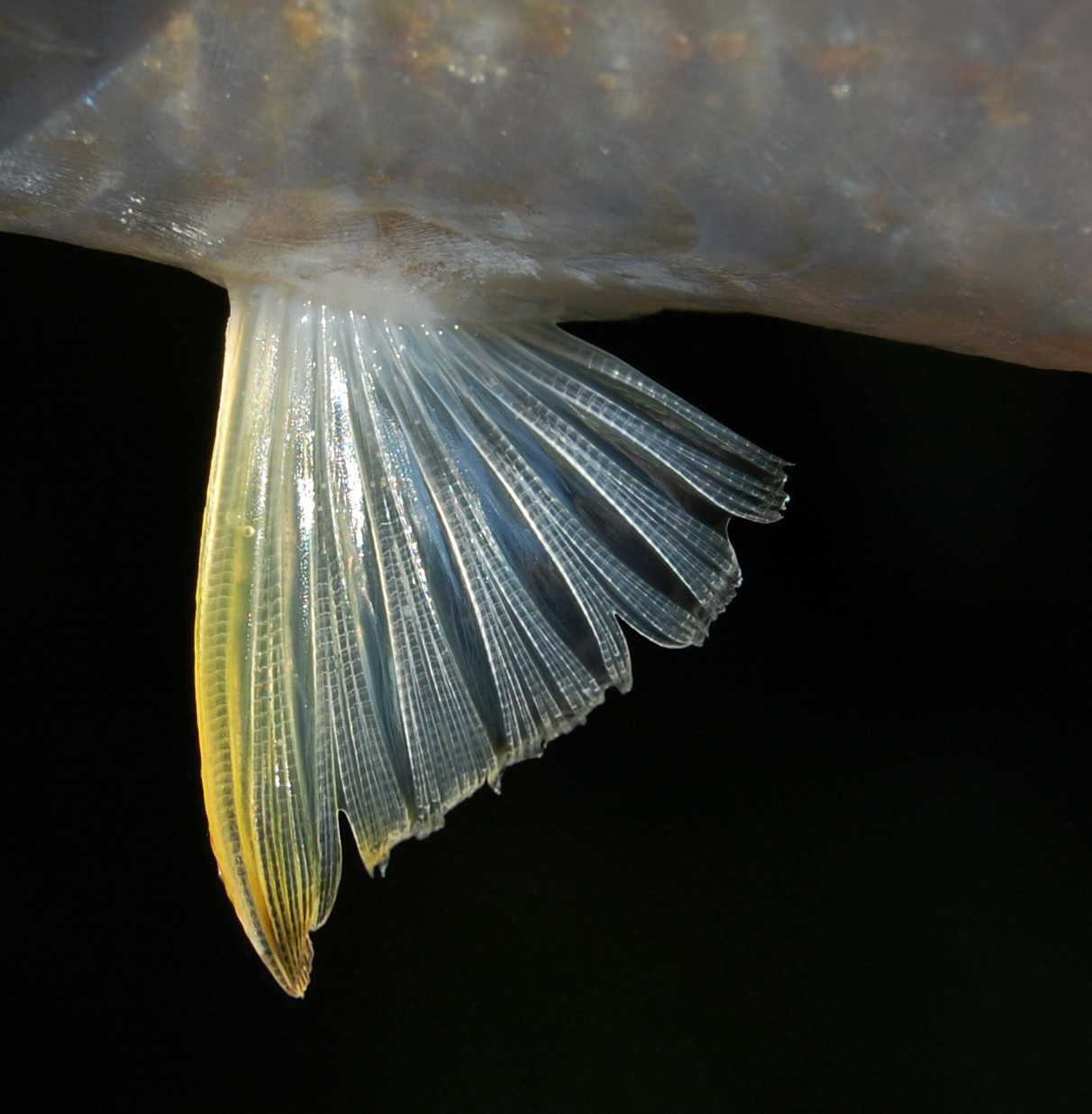
Płetwa odbytowa Barbonymus gonionotus

Płetwa odbytowa (łac. pinna anali, ang. anal fin, oznaczana literą A) – usadowiona pomiędzy odbytem a trzonem ogonowym, tuż za otworem odbytowym; najczęściej przyjmuje kształt trapezu lub prostokąta, jej długość jest zależna od długości ogona, może zbliżać się do płetwy ogonowej lub się z nią łączyć (molwa, miętus, sum, węgorz, węgorzyca). Płetwa odbytowa płastugi jest bardzo wydłużona i sięga do wysokości płetw piersiowych.

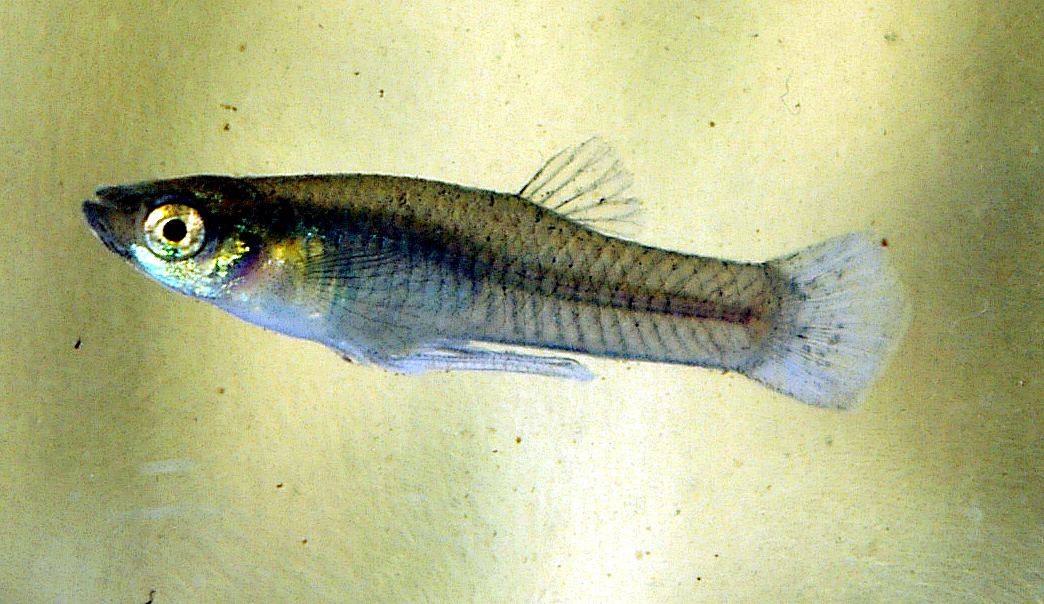
Gonopodium gambuzji pospolitej

Zwykle występuje pojedynczo, dorszowate mają płetwę odbytową o dwóch wyraźnie oddzielonych częściach. Kilka niespokrewnionych grup przekształciło ją do narządu kopulacyjnego (gonopodium u Cyprinodontoidei, andropodium u półdziobcowatych, Zenarchopteridae i żyworódkowatych). Najczęściej zbudowana jest z promieni miękkich, pierwszy promień czasami przekształcony w ostry kolec, u niektórych gatunków oddzielony od pozostałych promieni.
Płetwa odbytowa nie występuje u Squalomorphi, płaszczek, Regalecidae (wstęgor królewski), Trachipteridae, niektórych żmijakowatych i u Glanapteryx anguilla.
Płetwa tłuszczowa (łac. pinna adiposa, ang. adipose fin) – położona na grzbietowej stronie trzonu ogonowego za ostatnią płetwą grzbietową, czasami uważana jest za przekształconą ostatnią płetwę grzbietową. Jest nieruchomym uchyłkiem (fałdem) skórnym, zwykle bez elementów podporowych. Nie jest pokryta łuskami, jej wnętrze wypełnia tkanka łączna luźna, która u starych osobników ryb łososiowatych wypełnia się tłuszczem, dlatego nazwana została płetwą tłuszczową. Funkcja tej płetwy nie została jeszcze poznana.

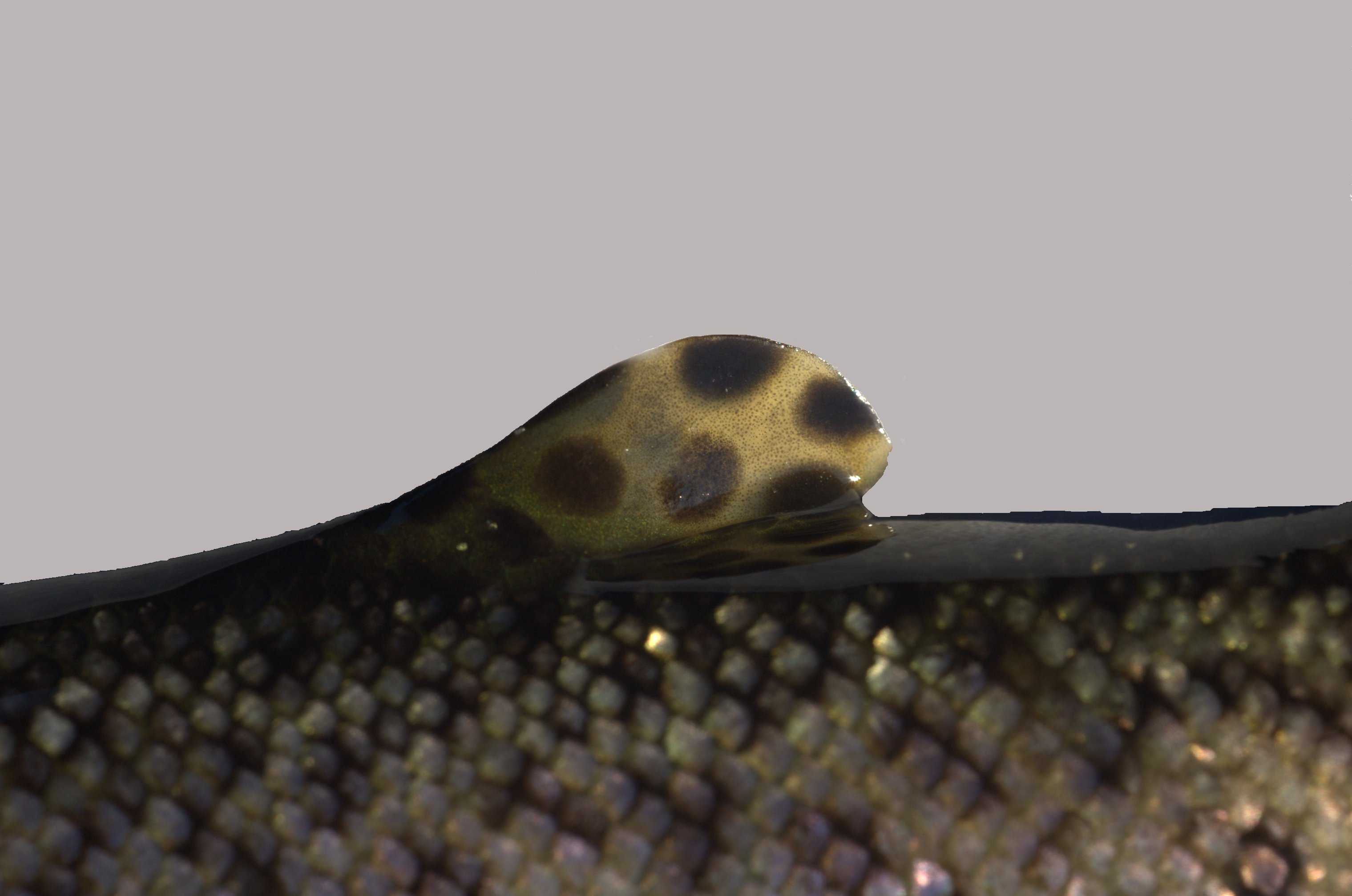
Płetwa tłuszczowa pstrąga tęczowego
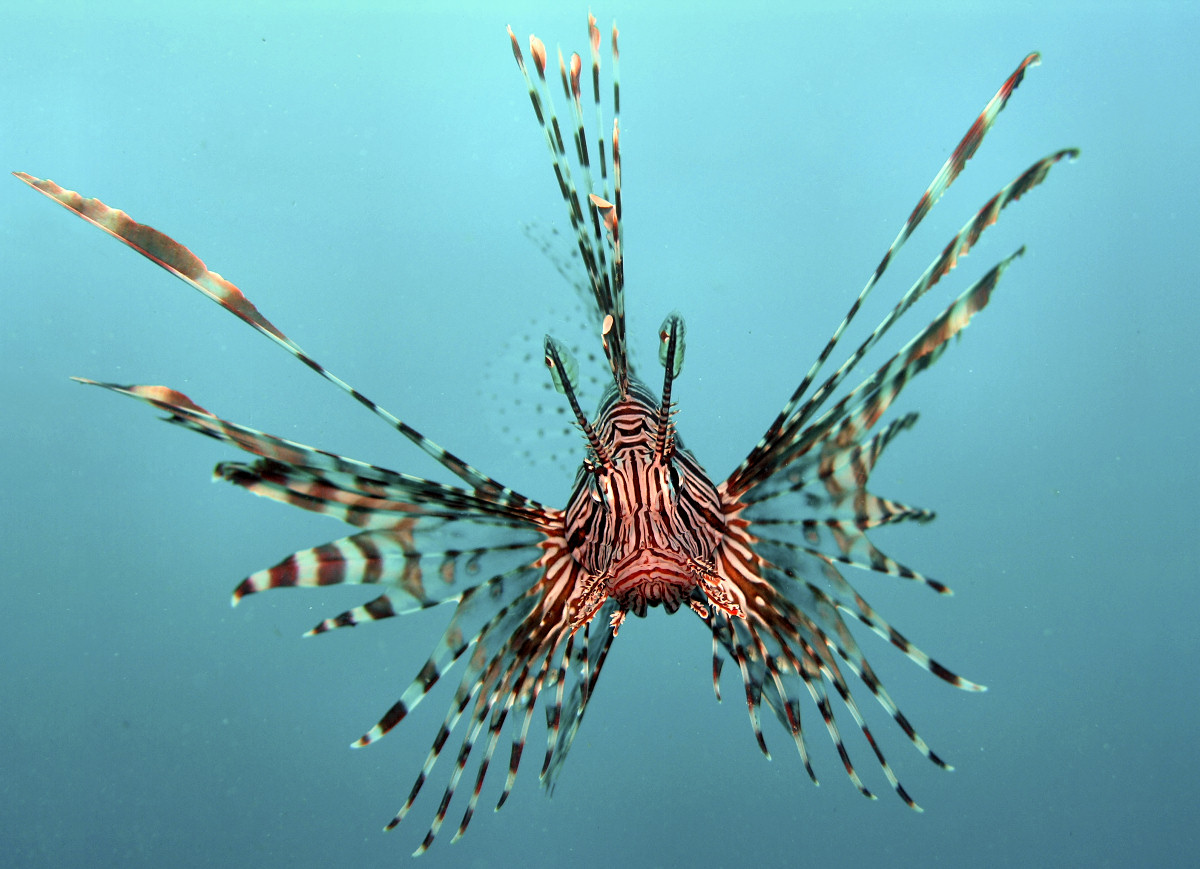
Płetwy ognicy pstrej
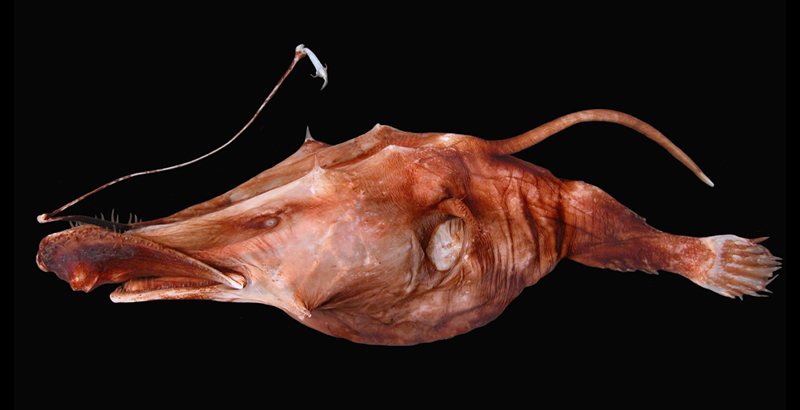
Lasiognathus amphirhamphus
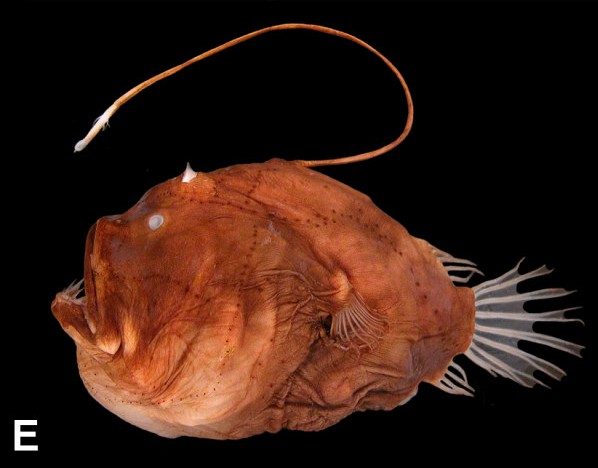
Bufoceratias wedli
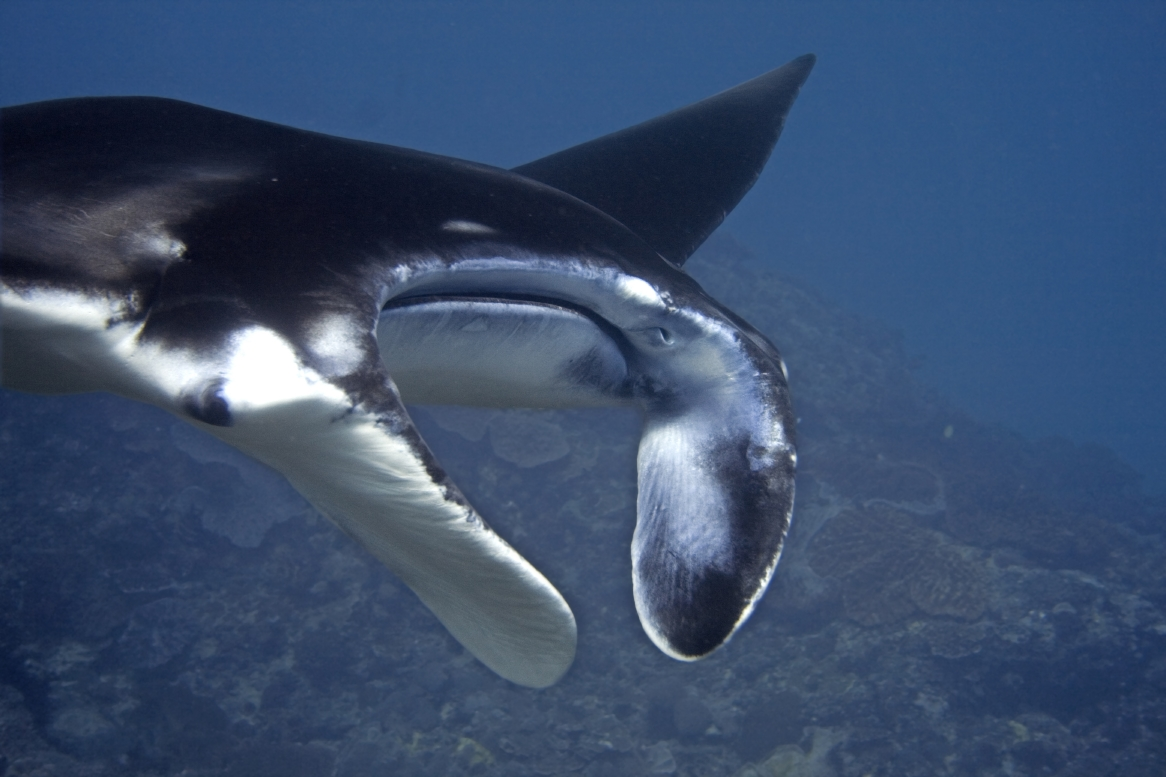
Płetwy głowowe manty
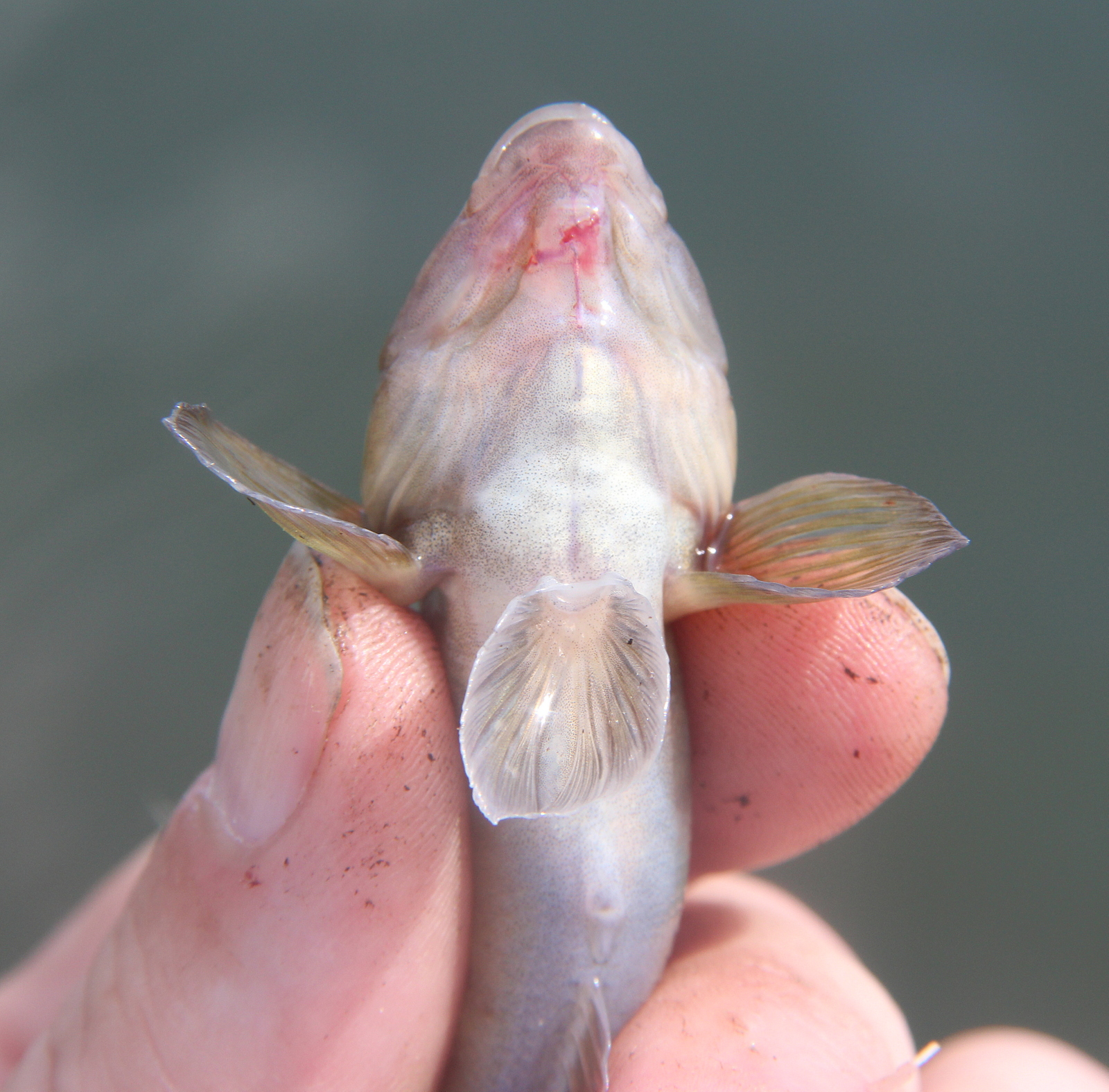
Płetwy brzuszne babki tworzą przyssawkę

Płetewki – przekształcone płetwy grzbietowe utworzone przez twardy promień z częścią fałdu skórnego, występują u niektórych gatunków ryb w różnej liczbie, np. ciernik 2–3, cierniczek 7–12, miastuga ok. 10. U makreli i tuńczyka występują licznie pomiędzy drugą płetwą grzbietową a ogonową.

## Opisywanie płetw
Budowa i rozmieszczenie płetw, a także liczba płetw nieparzystych stanowią istotne cechy zewnętrzne pomocne przy rozróżnianiu gatunków. W opisach stosuje się następujące zasady:
- płetwę oznacza się pierwszą literą jej nazwy łacińskiej (np. D – dorsalis);
  - w przypadku gatunków posiadających więcej niż jedną płetwę nieparzystą przyjmuje się oznaczenia np. D1, D2 itd.;
- liczbę promieni twardych określa liczba zapisana cyframi rzymskimi;
- liczbę promieni miękkich określa liczba zapisana cyframi arabskimi.

Przykład: D IV/10 (płetwa grzbietowa złożona z 4 promieni twardych i 10 miękkich).